# Фањон
Фањон (фр. Fagnon) насеље је и општина у североисточној Француској у региону Шампањ-Арден, у департману Ардени која припада префектури Шарлвил Мезјер.
По подацима из 2011. године у општини је живело 343 становника, а густина насељености је износила 34,37 становника/km². Општина се простире на површини од 9,98 km². Налази се на средњој надморској висини од 173 метара.

## Демографија
| 1962. | 1968. | 1975. | 1982. | 1990. | 1999. | 2011. |
| ----- | ----- | ----- | ----- | ----- | ----- | ----- |
| 188   | 189   | 212   | 282   | 334   | 345   | 343   |

График промене броја становника у току последњих година